# Otiothops facis
Otiothops facis är en spindelart som beskrevs av Norman I. Platnick 1975. Otiothops facis ingår i släktet Otiothops och familjen Palpimanidae. Inga underarter finns listade i Catalogue of Life.